# Синдром Ландау — Клеффнера
Синдром Ландау — Клеффнера или приобретённая афазия с эпилепсией — расстройство, при котором ребёнок (обычно в возрасте 3—7 лет) теряет навыки экспрессивной и рецептивной речи; при этом начало расстройства сопровождается пароксизмальной патологией на ЭЭГ (обычно в области височных долей) и эпилептическими приступами. Впервые описан Уильямом Ландау (1924—2017) и Фрэнком Клеффнером (1925—2015) в 1957 году.

## Клиническая картина
Клиническая картина в общем сходна с расстройством рецептивной речи (F80.2). Отличие заключается в том, что синдром появляется после периода относительно нормального психологического развития. Эпилептические приступы отмечаются в 70 % случаев синдрома Ландау — Клеффнера. Могут наблюдаться атонические и генерализованные тонико-клонические приступы (grand mal), сложные и простые парциальные приступы, абсансы (petit mal), иногда наблюдаются миоклонические и тонические приступы. Возможно возникновение эпилептического статуса.
Выздоровление наблюдается приблизительно в ⅓ случаев.

## Этиология
Этиология состояния неизвестна, предполагается возможность воспалительного энцефалитического процесса. В семейном анамнезе у 12 % больных обнаруживаются случаи эпилепсии.

## Диагностика
Для диагностики синдрома Ландау — Клеффнера состояние должно соответствовать следующим критериям:

- A. Значительная потеря экспрессивной и рецептивной речи на протяжении периода времени, не превышающего 6 месяцев.
- B. Предшествующее нормальное развитие речи.
- C. Пароксизмальные аномалии ЭЭГ, относящиеся к одной или обеим височным долям, что обнаруживается в период времени за два года до — два года после инициальной потери речи.
- D. Слух в пределах нормы.
- E. Сохранение уровня невербальной интеллектуальности в пределах нормы.
- F. Отсутствие какого-либо диагностируемого неврологического состояния, если не принимать в расчёт аномалий ЭЭГ и эпилептических судорог (когда они имеют место).
- G. Не отмечаются критерии общего расстройства развития (F84.-).

Оригинальный текст (англ.)
- A. Severe loss of expressive and receptive language skills over the course of a time period not exceeding six months.
- B. Normal language development prior to the loss of language.
- C. Paroxysmal EEG abnormalities affecting one or both temporal lobes that become apparent within a time span extending from two years before to two years after the initial loss of language.
- D. Hearing within the normal range.
- E. Retention of a level of non-verbal intelligence within the normal range.
- F. Absence of any diagnosable neurological condition other than that implicit in the abnormal EEG and presence of epileptic seizures (when they occur).
- G. Does not meet the criteria for a pervasive developmental disorder (F84.-).

— Международная классификация болезней Десятого пересмотра (МКБ-10)

## Терапия
Обычно применяются противосудорожные препараты и кортикостероиды (например, преднизолон).